# Autovía Monforte de Lemos-Chantada
La autovía Monforte de Lemos - Chantada o A-72 es una autovía en proyecto española de conexión de las dos autovías A-56 y A-76 , entre las ciudades de Monforte de Lemos y Chantada, ambas en la provincia de Lugo.

## Trazado
Está planificada en el nuevo plan PITVI (2012-2024) para conectar las futuras autovías A-76 Autovía Ponferrada-Orense y A-56 Autovía Lugo-Orense, desdoblando parte del recorrido del actual corredor gallego CG-2.1 (Lalín-Chantada-Monforte), para una vez puesta en servicio, transferir la titularidad al Ministerio de Transportes, Movilidad y Agenda Urbana.
El tramo supone una reducción de combustible, debido al proyecto evitando grandes desniveles como el puerto de Pedrafita do Cebreiro, en los trayectos La Coruña/Ferrol/Lugo ↔ Ponferrada/Gijón/Madrid, vía Monforte (A-54, A-56 y A-76), lo que hace una alternativa ideal a la A-6 Autovía del Noroeste para transporte de mercancías.

## Eje Logístico Europeo
Esta infraestructura es prioritaria en los planes logísticos del Ministerio de Transportes, Movilidad y Agenda Urbana y la Unión Europea para interconexión de puertos marítimos y el complemento de la 'Autopista del Mar' (Huelva-Ruta de la Plata/Madrid/Cornisa Atlántica ↔) Gijón ↔ Nantes (Francia)/Portmouth (Reino Unido), ya que supone parte del recorrido entre el Puerto de La Coruña y el Puerto de Ferrol hacia el Puerto de El Musel en Gijón, dando sentido a los proyectados Puertos Secos de Monforte de Lemos y Ponferrada.

## Tramos
| Denominación | Tramo                                  | Kilómetros | Estado (2025)                                                                  |
| ------------ | -------------------------------------- | ---------- | ------------------------------------------------------------------------------ |
|              | A-76 Monforte de Lemos - A-56 Chantada | 36,7       | Estudio informativo aprobado y DIA aprobada (pendiente licitación de proyecto) |